# Erich Fried
Pour les articles homonymes, voir Fried.
Compléments
Erich Fried, né le 6 mai 1921 à Vienne et mort le 22 novembre 1988 à Baden-Baden, est un poète, traducteur et essayiste autrichien juif, établi en Angleterre au Royaume-Uni.  
Avec Hans Magnus Enzensberger et Wolf Biermann, il est l'un des principaux représentants de la littérature engagée de langue allemande après la Seconde Guerre mondiale. Pour beaucoup, il est aussi le meilleur traducteur de Shakespeare dans cette langue. Erich Fried s'est également engagé directement dans la vie politique par des conférences ou en participant à des manifestations.

## Biographie
Fils unique d'une famille juive viennoise, Erich Fried perd en mai 1938 son père, victime d'un interrogatoire de la Gestapo peu après l'Anschluss : « Lycéen autrichien de dix-sept ans, je me transformai en juif persécuté », résumera-t-il plus tard. Il se réfugie alors en Angleterre en passant par la Belgique, crée un groupe de "jeunesse émigrée" (Emigrantenjugend) qui parvient à faire venir à Londres, avant que la guerre n'éclate, 70 personnes dont sa mère. Il survit pendant la guerre grâce à divers emplois. Dès 1943, il quitte une organisation de Jeunesses communistes dont il refuse le stalinisme croissant. De 1952 à 1968, il est commentateur politique au German Service de la BBC,.
En 1944, il épouse Maria Marburg, peu avant la naissance de leur fils Hans. C'est aussi l'année de parution de son premier recueil de poésies, Deutschland.
Séparé de Maria en 1946, il divorce en 1952 et épouse la même année Nan Spence-Eichner dont il a deux enfants, David et Katherine. En 1962, il revient pour la première fois officiellement à Vienne, adhère en 1963 au groupe d'écrivains Gruppe 47 ; sa première traduction d'une pièce de Shakespeare, Le Songe d'une nuit d'été, paraît la même année. Il épouse en 1965 Catherine Boswell ; leur fille Petra naît à l'automne. 
Depuis qu'il a quitté la BBC et jusqu'à sa mort, il a une intense activité littéraire et militante : nombreuses lectures publiques, souvent dans le cadre de grands meetings et en liaison avec le mouvement étudiant de 68. Sa personnalité originale mêlant engagement politique (Vietnam, lois sur l'état d'urgence, politique israélienne ...) et littérature lui vaut aussi bien un poste à l'université de Giessen que des démêlés avec la justice. 
Les thèmes récurrents de son œuvre lyrique sont l'exil comme dans Cent poèmes sans patrie (100 Gedichte ohne Vaterland, 1978), l'engagement radical pour de multiples causes (contre la guerre, la haine et la bêtise) et le plaisir de jouer avec les mots et leur son.

Aussi ses Poèmes d'amour (Liebesgedichte) sont-ils une surprise en 1979 ; ce sera l'un des plus gros succès d'après-guerre pour des poésies de langue allemande. Ce succès est renouvelé en 1983 avec Was es ist (Ce que c'est) ; le titre du recueil est aussi celui d'un poème "bestseller" en terres germanophones :
Ce que c'est
C'est absurde
dit la raison
C'est ce que c'est
dit l'amour
C'est du malheur
dit le calculateur
Ce n'est que douleur
dit la peur
C'est sans espoir
dit le bon sens
C'est ce que c'est
dit l'amour
C'est ridicule
dit la fierté
C'est bien léger
dit la prudence
C'est impossible
dit l'expérience
C'est ce que c'est
dit l'amour
(Traduction Henri Pidoux)

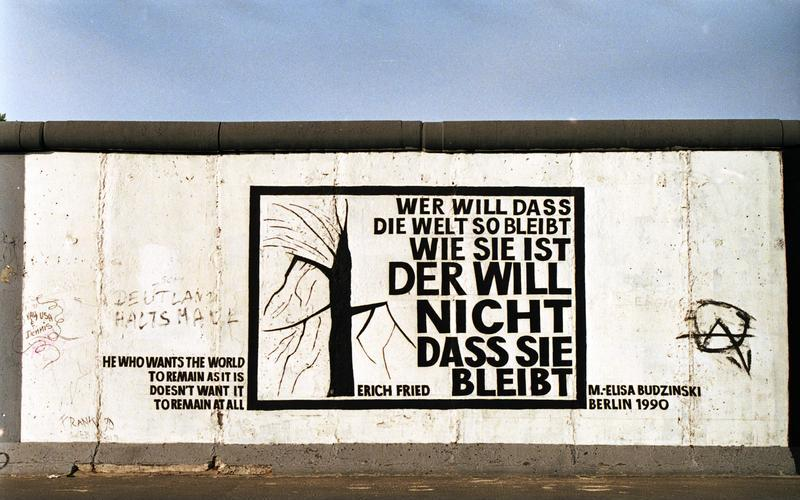
Un aphorisme de Erich Fried à la East Side Gallery (vestige du mur de Berlin) : Vouloir que le monde reste tel qu'il est, c'est ne pas vouloir qu'il reste

En 1982, Erich Fried retrouve la nationalité autrichienne tout en conservant la nationalité britannique acquise en 1949. Il reçoit en 1986 la médaille Carl von Ossietzky de la Ligue internationale des droits de l'homme et en 1987 le prix Georg-Büchner. 
Le cancer l'emporte le 22 novembre 1988 à Baden-Baden, ; il est inhumé à Londres au cimetière de Kensal Green.
En 2006 (Fried aurait eu 85 ans), ses œuvres complètes sont rééditées chez Klaus Wagenbach.
En 1990 la chancellerie autrichienne crée un prix littéraire portant son nom : prix Erich-Fried (Erich-Fried-Preis en allemand).

## Œuvres
- Deutschland, 1944
- Drei Gebete aus London, 1945
- Ein Soldat und ein Mädchen, 1960
- Reich der Steine, 1963
- Warngedichte, 1964
- Überlegungen, 1964
- Kinder und Narren, 1965
- und Vietnam und, 1966
- Arden muss sterben, livret d'opéra inspiré par la pièce de théâtre élisabéthaine Arden de Faversham, mis en musique par Alexander Goehr sous le titre Arden must die (en)[5],[6]
- Anfechtungen, 1967
- Die Beine der größeren Lügen, 1969
- Unter Nebenfeinden, 1970
- Die Freiheit den Mund aufzumachen, 1972
- Höre Israel, 1974
- So kam ich unter die Deutschen, 1977
- 100 Gedichte ohne Vaterland, 1978
- Liebesgedichte, 1979
- Es ist was es ist, 1983
- Um Klarheit, 1985
- Mitunter sogar Lachen, 1986

### Traductions en français
- Le Soldat et la Fille, traduit par Robert Rovini, Gallimard, collection "Du monde entier", 1962  (ISBN 2070225836)[7] ; réédité dans la collection "L'Étrangère" en 1992  (ISBN 207072736X) ;
- Les Enfants et les fous, traduit par Jean-Claude Schneider, Gallimard, 1968  (ISBN 2070270068)[8] ;
- Cent poèmes sans frontière, traduit par D. et G. Daillant, Bourgois, 1978  (ISBN 2-267-00137-3) ;
- La Démesure de toutes choses, traduit par Pierre Furlan, éditions Actes Sud, 1984 ;